# Мокина (деревня)
Мокина — деревня в Алапаевском районе Свердловской области России, входящая в муниципальное образование Алапаевское, в Голубковское территориальное управление.

## Географическое положение
Деревня Мокина располагается на правом берегу реки Ницы, в 50 километрах (по автотрассе в 66 километрах) на восток от города Алапаевска. В половодье автомобильное сообщение затруднено.

## История
В начале XX века в деревне находилась часовня.

## Население
| 2002 | 2010 |
| ---- | ---- |
| 11   | ↘0   |